# Альп-Кюлюг Богю-каган
Альп-Кюлюг Богю-каган (д/н — 780) — 3-й каган уйгурів у 759—780 роках. Державною релігією стає маніхейство.

## Життєпис
Молодший син кагана Баянчур-хана та уйгурки Ель-Більге-хатун. Власне ім'я Ідіган (в китайських джерелах — Ідідзянь). Близько 750 року призначається шада «правого крила» держави й очільником телесів, отримавши титул улу-більге-телес-шад. Одружився з донькою вождя одного з племен тєле — пугу — і танського генерала Пугу Хуайеня.
Десь 758 року після смерті старшого брата Шеху-Кутлуга стає ябгу (офіційним спадкоємцем). Змінив ім'я на Богю-таркан. 759 року спадкував владу, прийнявши ім'я Альп-Кюлюг Богю-каган.
Спочатку підтвердив умови договору з імперією Тан. Проте її подальше послаблення після смерті імператора Су-цзуна змінило плани кагана. Він прийняв посланця нового імператора Дай-цзуна, що надав йому титул Ін'ї-каган. Але Альп-Кюлюг Богю-каган звернув увагу посланця на те, що центральна влада в імперії ослабла, а багато земель занедбані і заросли травою. Тепер його повне ім'я було Тенгріда Кут-Болміш Ел-Тутміш Альп-Кюлюг Більге-каган («Благословенний Тенгрі, незалежний, хоробрий, славетний, мудрий каган»)
Каган демонстративно не відповідав імператору і дозволи вторгнення уйгурів вглиб імперії. Втім в межах танських володінь — у міста Тайюань — Альп-Кюлюг Богю-каган сановнику Іо Цзимао, що його загони лише ловлять рештки заколотників. Становище уйгурської армії ускладнилося, коли вони опинилися затиснутими імператорськими військами, з якими за планом повинні були з'єднатися для боротьби з повстанцями. Потім вів перемовини з принцом Лі Ко, що були вкрай невдалими.
Зрештою спільно з тестем завдав нової поразки заколотникам поблизу Лояна. Дізнавшись, що імператорські війська повністю придушили заколот, каган надіслав вітання та прапори імператору. Уйгури ще 3 місяці стояли табором на південь від Хуанхе, де захопили здобич, що дорівнювалася річному доходу 20 тис. домогосподарств. Незабаром каган змушений був залишити межі імперії.
Разом з собою захопив 4 священників-махінеїв. Невдовзі каган сам навернувся до маніхейства. Взяв у зв'язку з цим ще одне ім'я Захаг-і Мані (Еманація Мані). 763 року цю релігію було оголошено державною.
765 року Альп-Кюлюг Богю-каган підтримав заколот свого тестя Пугу Хуайеня, але той невдовзі помер. У грудні того ж року допоміг танським військам знищити 50 тис. тибетців, захопити 10 тис. полонених й звільнити 5 тис. китайців.
У 768 році маніхеї через кагана спрямували запит танському імператору Дай-цзуну з тим, щоб відкрити маніхейські святилища на території імперії. Той був змушений дати дозвіл в 771 році. 769 року після смерті дружини одружився з її молодшою сестрою й названою донькою танського імператора, отримавши як посаг 20 тис. рулонів шовку.
Втім каган не перешкоджав уйгурам грабувати прикордонні землі імперії Тан. Дай-цзун, щоб припинити це, обіцяв купувати коней вартістю 40 рулонів шовку за одного. Втім на продаж було відправлено 10 тис. негідних тварин, з яких імператор купив 6 тис., сплативши 240 тис. рулонів шовку.
778 року уйгурські війська на чолі з князями Ань Ке та Ші Дітін пограбували командирство Тайюань. 779 року каган під впливом маніхейських священників став готуватися до війни проти нового танського імператора Де-цзуна, але 780 року вбитий разом з 2-3 тис. своїх слуг й родичів Тун-Бага-тарханом.